# Theodor Laue
Theodor Louis Heinrich Laue (* 1. März 1893 in Bremen; † 26. September 1953 in Goslar) war ein deutscher Politiker (NSDAP) und Senator für Inneres und Justiz und auch Gesundheit von 1933 bis 1937 in Bremen zur Zeit des Nationalsozialismus.

## Biografie

### Familie
Laue war der Sohn von Wilhelm Laue, Geschäftsinhaber für Textilwaren, und dessen Frau Hulda, geb. Stallmann; er wuchs in der Bremer Neustadt auf. Als sein Vater früh starb, musste Laue die Oberrealschule verlassen und auf die Realschule wechseln. Er absolvierte eine Lehre bei der Kaffeefirma „Roemer, Bechel & Co“ und arbeitete anschließend bis zu seiner Einberufung in den Ersten Weltkrieg bei der Mineralölfirma „Emil Finke“ als Angestellter. Die dort gesammelten Erfahrungen wusste er Anfang der 1920er Jahre für den Aufbau einer eigenen Mineralölimportgroßhandlung zu nutzen. Später traten zu diesem Firmenzweig noch ein Kaffeeimportunternehmen sowie die erste deutsche Kaffeeschälanstalt hinzu.
Laue war in erster Ehe seit 1922 verheiratet mit Gertrud Marie Sophie Niehaus und seit 14. November 1936 mit Barbara Rassow (1905–1998). Sein Grab befindet sich auf dem Riensberger Friedhof in Bremen.

### Tätigkeiten als NS-Politiker
Der zunächst konservative Laue trat zum 1. Dezember 1930 in die NSDAP (Mitgliedsnummer 383.662) und 1931 in die SA ein. In dieser wurde er bald SA-Sturmbannführer. Nach der Machtübernahme in Bremen durch die Nationalsozialisten übernahm er am 8. März 1933 zunächst kommissarisch die Aufgaben des Polizeipräsidenten, nachdem der Reichsminister des Innern Wilhelm Frick ihn bereits am 8. März 1933 Richard Markert zum neuen Bremer Polizeisenator ernannt hatte. Er löste damit den konservativen Polizeioberst Walter Caspari ab, der den verfassungswidrigen Einsatz der Polizei zugunsten der Nationalsozialisten am 6. März 1933 abgelehnt hatte und der dann endgültig am 10. April zurücktreten musste. Am 18. März 1933 wurde Laue zum Senator für Recht, Polizei und innere Verfassung im Senat von Markert ernannt; das Gesundheitswesen kam bald darauf zu den Aufgaben im Senat hinzu.
„Als Senator sah Theodor Laue seine wichtigste Aufgabe in der Verfolgung von Kommunisten, Sozialdemokraten und Gewerkschaftlern. Die Verfolgungsmaßnahmen erstreckten sich auch auf öffentliche Bereiche, in denen bürgerlich-liberale Persönlichkeiten Funktionen innehatten.“ In Bremens Kleingartengebieten fanden viele vom Nazi-Regime Verfolgte Unterschlupf. Dagegen richtete sich eine Anordnung Laues zur gezielten Zerstörung solcher Widerstandsnester. Zur Umsetzung dieser Ziele gründete er sofort eine Hilfspolizei aus Mitgliedern der SA, der SS und vom Stahlhelm, Bund der Frontsoldaten.
Ende März 1933 richtete er die Konzentrationslager KZ Mißler und KZ-Ochtumsand ein. Unter fragwürdigen Umständen sollten die Häftlinge in den Konzentrationslagern zum Nationalsozialismus umerzogen werden. Misshandlungen in den Konzentrationslagern wurden geduldet. Schläge mit Gewehrkolben, Faustschläge, Fußtritte, Demütigungen und nächtliche Folterverhöre waren an der Tagesordnung.
Es kam zu Konflikten mit der SA; zu seinen größten Widersachern dort zählte der Führer der SA-Gruppe Nordsee, Wilhelm Freiherr von Schorlemer, der seinen Einfluss bei Ernst Röhm nutzte und 1934 für einen Ausschluss Laues aus der SA sorgte. Es dauerte aber nicht lange und Laue fand bei der SS eine neue Heimat, der er dann Mitte 1935 beitrat (SS-Nummer 246.888).
Laue bemühte sich, den Einfluss des am 5. oder 6. Mai 1933 zum Reichsstatthalter für Oldenburg und Bremen ernannten Gauleiters Carl Röver zu beschränken. „Als (...) Röver 1937 gegen Laues ausdrücklichen Wunsch Böhmcker zum neuen Bürgermeister einsetzte, bat Laue am 17. April 1937 bei Adolf Hitler um seine Entlassung, da er „keine Möglichkeit mehr sah, seinen Kampf für Sauberkeit und Recht weiterzuführen“.“ Schon zuvor war es zwischen Laue und Röver zu Auseinandersetzungen gekommen. Anlass hierfür waren die Pläne Rövers, die Häfen in Bremerhaven unter oldenburgische Kontrolle zu bringen. Ein Ansinnen, dem sich Laue als Lokalpatriot erfolgreich widersetzte. Laue verlor den internen Machtkampf in der NSDAP und wurde in dessen Folge als Senator am 11. Mai 1937 per Eilkurier entlassen, denn ab 13. Mai hätten ihm Pensionsansprüche zugestanden.

### Tätigkeiten nach der Entlassung als Senator und Beförderung zum SS-Oberführer
Er widmete sich zunächst wieder seinen Firmen, u. a. der Schmierölfirma Bick & Laue. Zugleich war er Mitglied in Wirtschaftsorganisationen der Stadt. Als Hauptmann der Reserve war er seit 1939 beim Oberkommando der Wehrmacht (OKW) bis zum Oktober 1939 eingesetzt. „Auf Betreiben seines Freundes, Dr. Franz Hayler, der dem berüchtigten „Freundeskreis Himmler“ angehörte, wurde ihm am 1. Januar 1943 die Leitung der tschechischen Konsumgenossenschaft übertragen.“. Aussagen einzelner Zeugen im späteren Spruchkammerverfahrens lassen zumindest Zweifel an Laues Version aufkommen, er habe sich im Protektorat korrekt verhalten.
1944 erfolgte seine Beförderung zum SS-Oberführer.

### Nach 1945: Verhaftung und Spruchkammerverfahren
Am 4. August 1945 wurde Laue in Hoyerhagen im Landkreis Grafschaft Hoya verhaftet und bis 1949 interniert.
In dem Spruchkammerverfahren gegen ihn verwickelte sich Laue in Widersprüche bezüglich seiner Verantwortung und seinen Anordnungen. „Fest steht, dass sich Laue als Verantwortlicher für die innerstaatlichen Säuberungen verstand und dass er in seinem Amt als fanatischer Nationalsozialist handelte.“
Im Spruchgerichtsverfahrens wurde Laue im Januar 1949 von der Spruchkammer in die zweithöchste Gruppe (II = Aktivist) eingestuft. Als Sühnemaßnahme wurden 4 Jahre Sonderarbeit und ein Vermögensabzug von 25 Prozent verhängt. Da der größte Teil seiner Haftstrafe auf die Internierungszeit angerechnet wurde, konnte Laue sich schon bald wieder um den Aufbau seiner früheren Firma „Bick & Laue“ kümmern. 1952 gründete er die Kfz-Ersatzteilfirma Theodor Laue & Co.